# 掠果蝠屬
掠果蝠屬（学名：Ametrida），哺乳綱、翼手目、葉口蝠科的一屬，而與掠果蝠屬（掠果蝠）同科的動物尚有美洲林蝠屬（美洲林蝠）、食果蝠屬（食果蝠）、葉吻蝠屬（真葉吻蝠）等之數種哺乳動物。

## 下属物种
- 掠果蝠 (刈割蝠) - Ametrida centurio Gray, 1847